# Tsakhours
Les Tsakhours ou Caxur (en azéri : Saxurlar, en russe : Цахуры) sont un sous-groupe ethnique des lezghiens. Ils vivent au nord de l'Azerbaïdjan et au sud du Daghestan, en Russie. Ils parlent le Tsakhour une langue lezghique. Le groupe compte environ 30 000 personnes et s'appelle yiqy (pl. yiqby ), mais est généralement connu sous le nom de Tsakhour, qui dérive du nom d'un village du Daghestan dans lequel ils sont majoritaire.

## Histoire
Les Tsakhours sont mentionnés pour la première fois dans des sources arméniennes et géorgiennes du VIIe siècle où ils sont nommés Tsakhaik. Après la conquête de l'Albanie du Caucase par les Arabes, les Tsakhours formèrent un État semi-indépendant (plus tard un sultanat) de Tsuketi et du sud-ouest du Daghestan. Au XIe siècle, les Tsakhurs, qui étaient pour la plupart chrétiens, se sont convertis à l'islam.[réf. nécessaire] À partir du XVe siècle, certains ont commencé à se déplacer vers le sud à travers les montagnes vers ce qui est maintenant la région de Zaqatala en Azerbaïdjan. Au XVIIIe siècle, la capitale de l'État s'est déplacée vers le sud de Tsakhur au Daghestan à İlisu et est devenue le Sultanat d'Elisu. À l'ouest du sultanat, les Tsakhurs ont formé les communautés libres Djaro-Belokani. Le sultanat était dans la sphère d'influence du Khanat de Chaki. Il est ensuite devenu une partie de l'Empire russe au début du XIXe siècle.

## Géographie
Les Tsakhours vivent dans la région de Zaqatala en Azerbaïdjan, où ils représentent 14 % de la population, et dans la région de Gakh, où ils représentent moins de 2 % de la population. Au Daghestan, ils vivent dans les parties montagneuses du district de Rutulsky . Selon Wolfgang Schulze, il y a 9 villages en Azerbaïdjan, où les Tsakhours constituent la majorité de la population, tous situé dans le Zaqatala. 13 autres villages dans les régions de Zaqatala et Gakh ont une importante minorité Tsakhour.

## Culture
La principale occupation traditionnelle des Tsakhours comprend l'élevage de moutons, qui est la partie la plus importante de leur économie. Cependant, les Tsakhours sont également connus pour leurs compétences en tant que tailleurs de pierre, tailleurs, charpentiers et fabricants d'artisanat (qui comprend le tissage de tapis et le tricot).

## Langue
La plupart des Tsakhours ont le tsakhour comme langue maternelle. Le taux de bilinguisme en tsakhour et en azéri est élevé. D'autres langues populaires parmi les Tsakhurs incluent le russe et le lezgien .[réf. nécessaire]